# Eudendrium simplex
Eudendrium simplex is een hydroïdpoliep uit de familie Eudendriidae. De poliep komt uit het geslacht Eudendrium. Eudendrium simplex werd in 1884 voor het eerst wetenschappelijk beschreven door Pieper. 